# Centaurea paxorum
Centaurea paxorum là một loài thực vật có hoa trong họ Cúc. Loài này được Phitos & T.Georgiadis mô tả khoa học đầu tiên năm 1978.